# Gustav Vigeland
Gustav Vigeland (11. april 1869 i Halse – 11. april 1943 i Oslo) var en norsk billedhugger og træskærer, der især er kendt for Vigelandsanlegget i Oslo, en monumental skulpturpark og en markant turistattraktion i Oslo.
Vigeland blev døbt Adolf Gustav Thorsen, men da han var omkring tyve år, skiftede han efternavn, efter at han i en periode havde brugt begge navne på skift. Han er storebror til billedkunstneren Emanuel Vigeland.

## Opvækst og uddannelse
Gustav Vigeland var søn af en snedkermester og den næstældste af fem brødre, hvoraf en døde som ganske lille. Han voksede op i Halse (nu Mandal) i lejligheden over faderens værksted, og på den måde havde han let adgang til at lære at bruge en række redskaber, som han udnyttede til at øve sig i træskæring. Som barn var han ofte syg, og på et tidspunkt blev han taget ud af skolen og kom til at bo hos sin morfar i Vigeland (nu Lindesnes kommune). Her blev der endnu mere tid til at øve sig i træskæring, og morfaderen bemærkede Gustavs talent og skaffede ham byens dygtigste træskærer.
Socialt tilhørte familien Thorsen småborgerskabet i Mandal som indehavere af en fremgangsrig snedkervirksomhed med flere svende og lærlinge. Faderen var aktiv i den pietistiske vækkelsesbevægelse, og der blev ofte afholdt religiøse møder i hjemmet. Det ændrede sig imidlertid, da faderen i 1880'erne mistede en formue på skibsinvesteringer, hvorefter han slog sig på flasken. Da han blev for alkoholiseret, flyttede moderen med drengene til hendes barndomshjem, dog uden at indgive skilsmissebegæring. Gustav Vigeland blev indskrevet i skolen der i 1883.
Året efter fik hans far barn med en anden kvinde og blev dømt for ulovlig handel med brændevin.

### Læretiden
Gustav Vigeland fuldførte aldrig folkeskolen, og i 1884 skaffede hans far ham en læreplads som træskærer i Kristiania. Om aftenen tog han kurser på Tegneskolen. I 1886 blev hans mester syg, og værkstedet blev lukket. Vigeland flyttede nu tilbage til Mandal, hvor hans far lå for døden syg af tuberkulose.
Først i 1888 vendte han tilbage til Kristiania, nu med ambitioner om en kunstnerkarriere. Han fik arbejde på et træskærerværksted, men blev afskediget julen samme år. Dernæst hutlede han sig gennem med løsarbejde, til han i februar 1889 opsøgte billedhuggeren Brynjulf Bergslien og viste ham nogle af sine skitser. Bergslien fornemmede, at han stod over for et særligt talent, og ved hjælp af professor i kunsthistorie Lorentz Dietrichson fik han etableret en gruppe kunstinteresserede som støttede Vigeland økonomisk et stykke tid.
Allerede samme år debuterede Vigeland på Høstutstillingen med statuettegruppen Hagar og Ismael. I 1890 begyndte han at arbejde som assistent for Mathias Skeibrok; her fik han samtidig mulighed for at arbejde med sine egne værker.
Senere samme år fik han stipendium til en studietur til København, hvor han arbejdede i atelieret hos Vilhelm Bissen, der var en anerkendt billedhugger, som er kommet til at stå i skyggen af sin far Herman Wilhelm Bissen. Hos Herman Bissen arbejdede Vigeland med helfigurgruppen Forbannet, der var et særdeles dristigt projekt i betragtning af de begrænsede midler, han havde til rådighed. Den fik en fin modtagelse, da den blev udstillet på Høstutstillingen året efter. Vigeland var dermed en etableret kunstner, blot 23 år gammel.

## Kunstnerisk karriere

### Etablering af karrieren
I begyndelsen af 1893 opholdt Vigeland sig i Paris, hvor han blandt andet fik mulighed for at møde og arbejde sammen med Auguste Rodin. Året efter lavede han relieffet Helvete, der nok har været inspireret af Rodins Helvedesporten. I 1895 tog han på studierejse til Firenze med et tre måneder langt ophold i Berlin på vejen. Her var han blandt andre sammen med Edvard Munch. I et halvt år studerede han i Firenze han renæssancens kunst, og Michelangelos værker kan udmærket have inspireret ham. Da Vigeland kom hjem fra turen, skabte han en portrætbuste af sin bror Emanuel, og den er i sit formsprog tydeligt præget af renæssancen.
Han afholdt i sin karriere to separatudstillinger: Den første i 1894, hvor han udstillede 51 værker, den anden i 1899 med 42 værker.
Da han var i slutningen af tyverne, havde han sammenlignet med andre billedhuggere gode indtægter fra sin virksomhed, men han havde også store udgifter til materialer og modeller. I perioden 1898-1902 arbejdede han med udsmykningen af Nidarosdomen, et arbejde han ikke var alt for begejstret for at påtage sig, men som gav en god, fast indtægt.
Til dels begrundet i dette arbejde fik Vigeland et rejsestipendium for at studere gotisk kunst i Frankrig og England. Den rejse strakte sig over et helt år fra efteråret 1900. I Paris mødte han landsmanden Bjørnstjerne Bjørnson, af hvem han lavede en portrætbuste, som senere blev hugget i marmor.
Ikke så længe efter sin hjemkomst opsagde han arbejdet med udsmykningen af domkirken, idet han følte, at det hæmmede hans kunstneriske udvikling. Desuden var han begyndt på et større projekt, en monumental fontæne.
Fra 1890'erne og frem skabte Vigeland på eget initiativ flere buster af kendte nordmænd. Der var to årsager til det: For det første gav det ham mulighed for at udvikle sin teknik, og for det andet var det en pæn afsætning på sådanne buster til offentlige institutioner eller private samlere. Vigeland fik snart ry for at være en kunstner, der havde god indsigt i sine modellers psyke, og det blev efterhånden en ære at sidde model for ham.
I alt skal Vigeland have lavet omkring 100 buster; de fleste skabt fra 1901 til 1907. Blandt dem, der sad model for ham i den periode, var Henrik Ibsen, Knut Hamsun, Edvard Grieg, Jonas Lie og Fridtjof Nansen.

### På karrierens højdepunkt
I 1901 blev han udnævnt til ridder af Sankt Olavs Orden, og samme år vandt han en konkurrence om at udforme medaljen til Nobels fredspris.
I 1902 overtog han et faldefærdigt atelier i det nordlige Oslo efter i mange år noget upraktisk at have arbejdet på 4. sal. Hans husholder og elskerinde sad ofte model for ham. Hun var samtidig omhyggelig med at føre protokol over Gustav Vigelands værker; det har været en uvurderlig hjælp til at give et overblik over hans produktion.
Senere i årtiet lavede han statuer af Niels Henrik Abel, Rikard Nordraak og Camille Collett til opstilling i Oslo samt af Henrik Wergeland til opstilling i Kristiansand.
I oktober 1907 vedtog bystyret i Kristiania at bevilge midler til Vigelands fontæneprojekt. Arbejdet med Vigelandsanlegget blev skudt i gang, uden at nogen kunne ane, hvor omfattende det skulle blive.
Mens hans skulpturer i 1890'erne skulle være naturalistiske og dramatiske, blev de i 1900'erne mere harmoniske og rolige. Forholdet mellem mand og kvinde blev et tilbagevendende tema. Efter 1910 begyndte han at hugge i sten, hvilket medførte, at formsproget blev mere stiliseret med få detaljer og store flader.

### Arbejdet med Vigelandsanlegget og karrierens efterår
Efter bevillingen til fontænen gik Vigeland i gang med arbejdet og de tilstødende grupper. Han holdt sin tidsplan, men der var problemer med at skaffe penge til projektet, der voksede sig større og større.
Mens Vigeland arbejdede på det store anlæg, begyndte han fra 1914 at lave træsnit. Vigelandsmuseet har registreret 430 træsnit af ham i perioden 1914-40, og motiverne er ofte dramatiske landskabsbilleder, tydeligt inspireret af naturen i Sørlandet.
I 1919 indgik han en aftale med Oslo Kommune om at forære den sit livsværk mod at få et atelier og et museum. Den formelle aftale blev underskrevet i 1921, og i 1924 kunne han flytte ind i sin nye lejlighed på Frogner, hvor han boede til sin død. Huset rummer nu Vigelandsmuseet jfr. aftalen mellem kunstneren og kommunen.
Fra 1920 arbejdede han hovedsageligt på fontæneprojektet, der havde udviklet sig til et projekt for en hel park. Han havde dog fortsat tid til at lave portrætstatuer og træsnit.

## Privatliv
Mens han arbejdede med Helvete i 1894, traf han Laura Mathilde Andersen, der stod model for ham. Det udartede, og i 1899 fik de datteren Else. Snart efter blev Laura gravid igen, men nu havde Vigeland indledt et forhold til den 17-årige Inga Syvertsen. Han gik dog med til at gifte sig med Laura, mod at de skulle skilles straks efter vielsen. Laura fødte en søn i 1901 og gav ham navnet Alf Gustav, hvilket Vigeland ikke var begejstret for. Skønt aftalen lød på en hurtig skilsmisse, blev den ikke til virkelighed før i 1906. Derefter betalte Vigeland børnebidrag, men havde derudover ikke kontakt til sine børn.
Der opstod også brud i hans biologiske familie. Lillebroderen Emanuel havde boet i Kristiania siden midten af 1890'erne og var ved at skabe sig et navn som billedkunstner. I forbindelse med en udstilling i 1902 blev Emanuel kritiseret for at være for stærkt inspireret af sin bror, hvilket Gustav aldrig gjorde noget for at tilbagevise. Det førte til bruddet mellem de to brødre og bortset fra lidt brevveksling i forbindelse med deres mors død i 1907, havde de aldrig kontakt med hinanden.
Efter sit brud med Laura flyttede Vigeland sammen med Inga, som officielt var hans husholderske, men som samtidig også sad model for ham. Parret boede sammen i næsten tyve år, til Vigeland i 1920 indledte et forhold til en ny, ung model, den attenårige Ingerid Vilberg. Året efter flyttede Inga ud, og Ingerid flyttede ind. Parret blev gift i 1922, og i 1939 blev de skilt.
I 1943 døde Vigeland, og hans urne blev placeret i tårnværelset i Vigelandsmuseet.